# キリストの頭部 (レンブラント)
『キリストの頭部』（キリストのとうぶ, 蘭: Christuskop, 英: Christuskopf, 英: Head of Christ）は、オランダ黄金時代の巨匠レンブラント・ファン・レインが1645年から1650年に制作した絵画である。油彩。イエス・キリストの頭部を描いた小品で、工房の生徒や追随者などによる非常に多くのヴァリアントが存在している。現在はベルリンの絵画館に所蔵されている。

## 作品
レンブラントはイエス・キリストを4分の3正面の胸像として描いている。茶色のローブを着たキリストは、やや前斜め左に頭を傾けている。キリストは整った顔立ちをしており、豊かな黒い巻き毛の長髪は両肩に落ち、あごは短いひげで覆われており、その視線は像主の内向的な性格を示している。これらの特徴はいずれもキリストの描写に特徴的なものである。形式的には肖像画風の性格研究あるいはトローニーであり、ここでレンブラントはキリストとして認識することができ、また一方で可能な限り個性的な人物像を開発することを課題としていた。
レンブラントのキリストの頭部を描いた作品には、文化機関や個人が国際的に所有している複数のバージョンが存在している。19世紀の流れの中で、これらの同様の作品は「ユダヤ人のモデル」に基づいていると想像されていた（レンブラントはアムステルダムのユダヤ人地区に住んでいたため、彼自身がユダヤ人であると想像する人もいた）。これらの様々なポーズの作品は、おそらく祈りを捧げる対象として制作された。今日では十数点が知られているが、レンブラント研究プロジェクトによって本作品だけがレンブラント自身の作品であると見なされている。

## 来歴
絵画の制作経緯と初期の来歴は不明である。19世紀末に絵画はロンドンにあり、ジョン・ヘンダーソン（John Henderson）が所有していた絵画は1882年に売却されている。その後、絵画は美術商シャルル・セデルマイヤーによってフランスにもたらされたのち、ドイツ出身のパリの銀行家・美術収集家ロドルフ・カン（Rodolphe Kann）のコレクションとなった。収集家としてロドルフとその兄弟モーリス・カン（Maurice Kann）は専門家の助けを借りて希少かつ優れた作品を求めた。画商の初代デュヴィーン男爵ジョセフ・デュビーンがカン・コレクション全体を購入したのは兄弟がそれぞれ1905年と1906年に死去したのちの1907年であった。同年、絵画がハンブルグの実業家・美術収集家マーティン・ボンベルク（Martin Bromberg）の手にわたると、夫妻はそれをカイザー＝フリードリヒ博物館に寄贈した。第二次世界大戦中の1941年9月から1942年9月にかけて、絵画館の他の絵画とともにベルリンのフリードリヒスハイン区の高射砲塔に移されたのち、1945年3月にカイセロダ＝メルカース塩採掘場（the salt mines of Kaiseroda-Merkers）に運ばれ、4月17日にアメリカ軍によって発見・没収されるまで保管された。その後、これらの美術品はヴィースバーデン美術館に設けられたヴィースバーデン中央美術品収集所に運ばれ、一時的に保管された。1949年にアメリカ合衆国は管財権をヘッセン州に引き渡した。1956年以降、絵画館の芸術作品は正式にヴィースバーデンからベルリンに返還された。

## 盗難事件
1959年12月12日、展示されていた絵画は通常の開館時間中に何者によって盗まれた。当時の絵画の推定価値は250,000マルクであった。その後、ベルリンの旧博物館は絵画の回収に10,000マルクの報酬を提供した。絵画は2年後の1961年10月22日、匿名の通報によりブラウンシュヴァイク中央駅の荷物ロッカーで回収された。

## ギャラリー

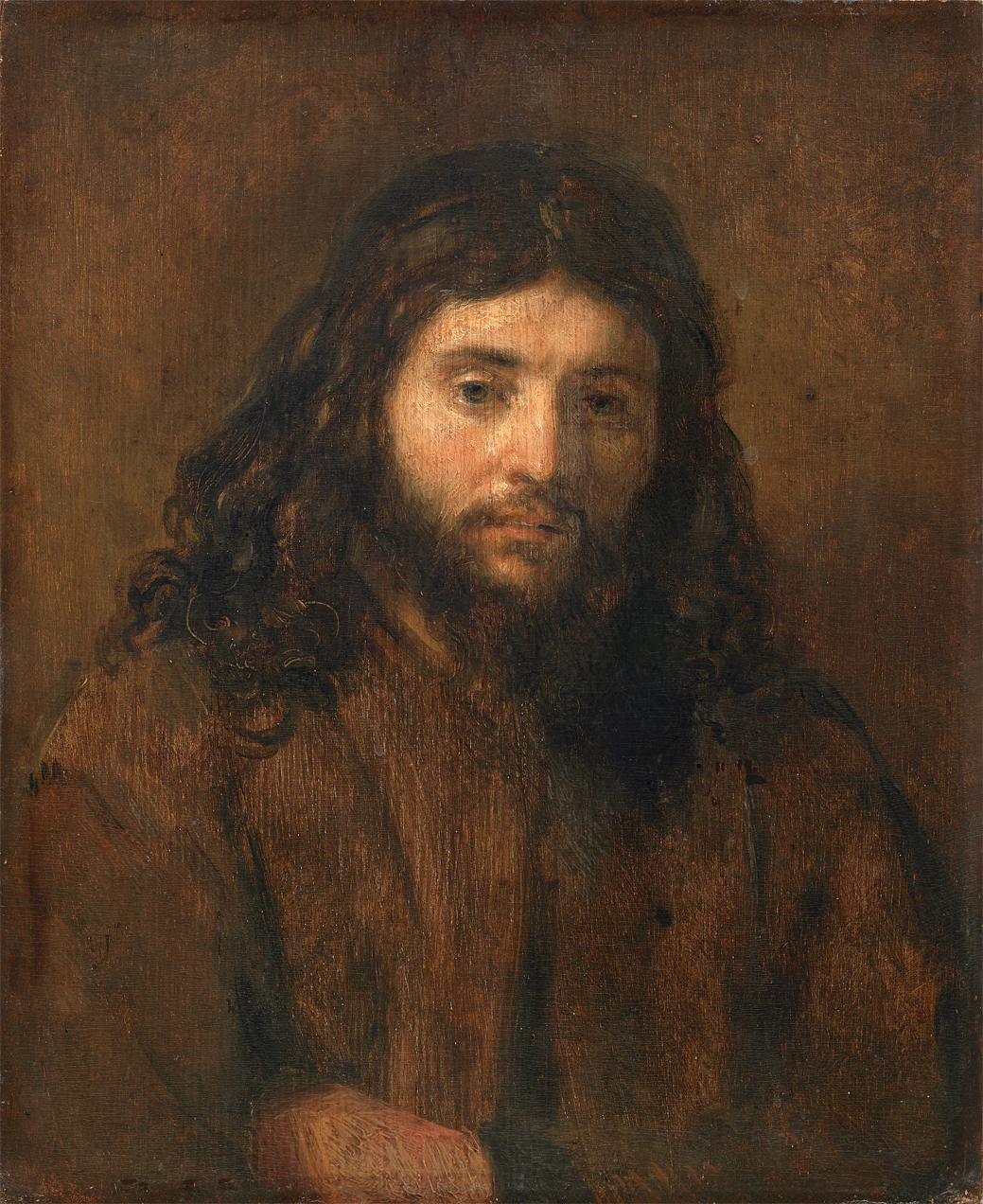
レンブラントのサークル 1648年頃 ブレディウス美術館所蔵
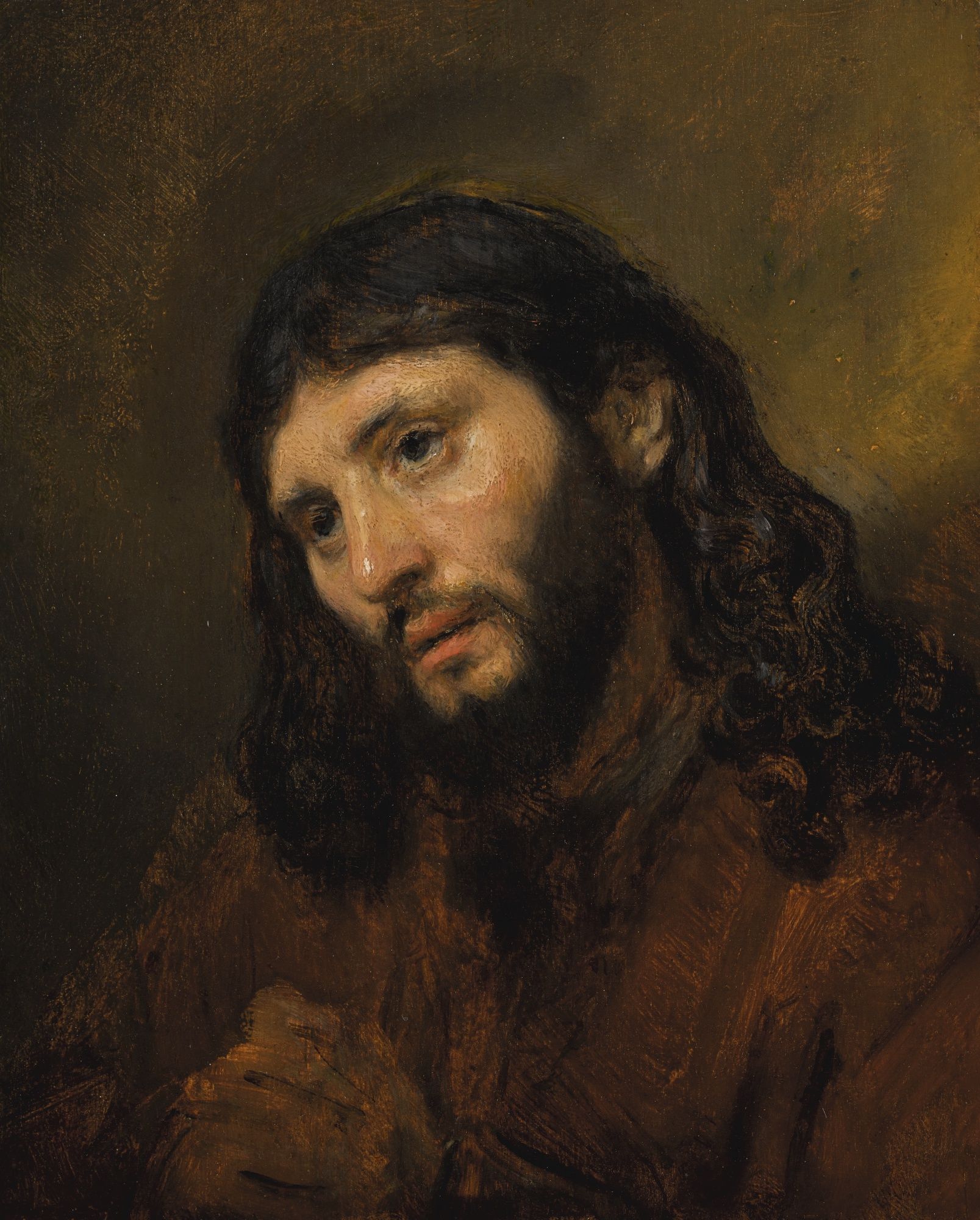
レンブラントの追随者 1648年頃 ルーヴル・アブダビ所蔵
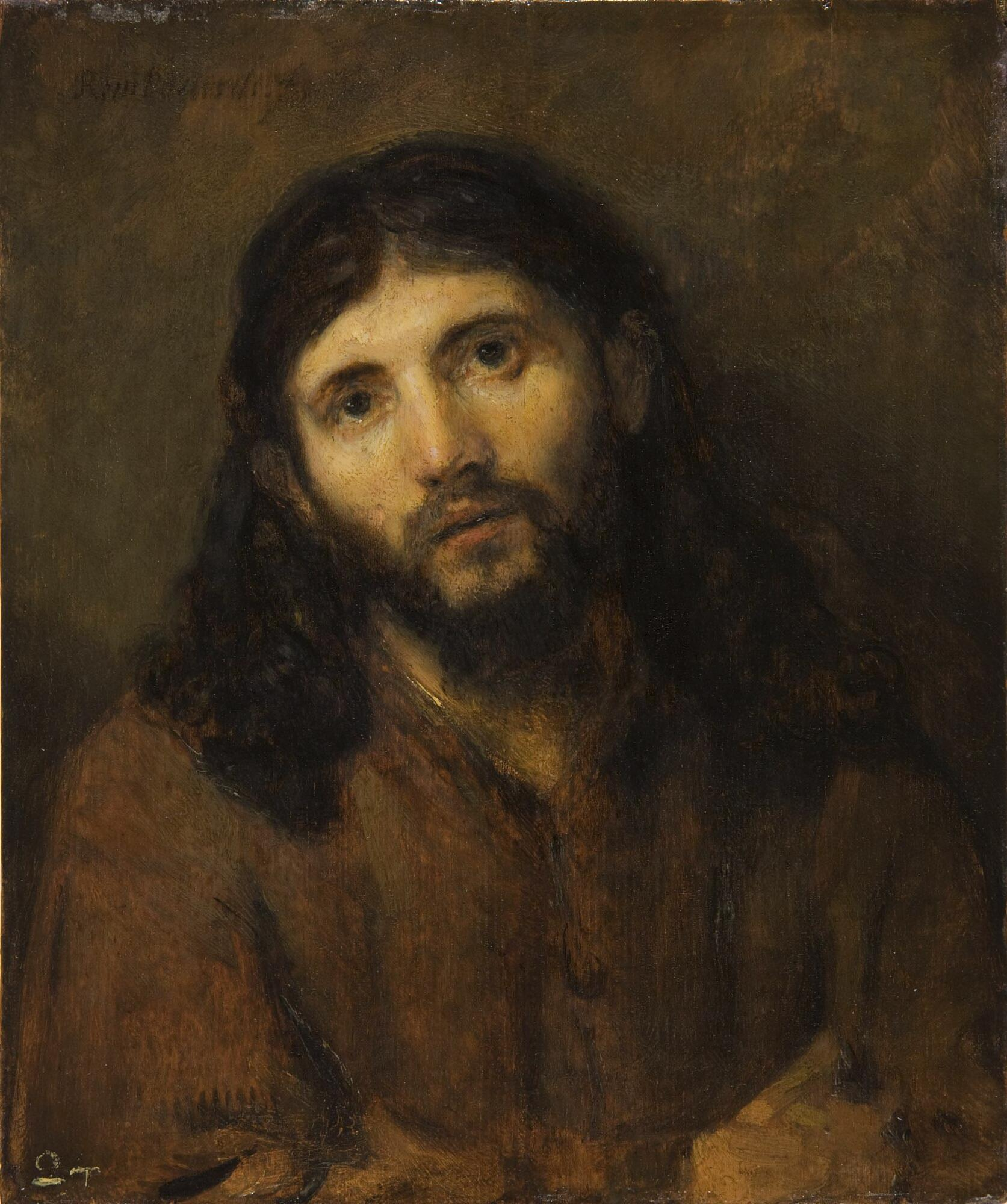
レンブラントあるいはレンブラントの工房 1648年-1661年頃 デトロイト美術館所蔵
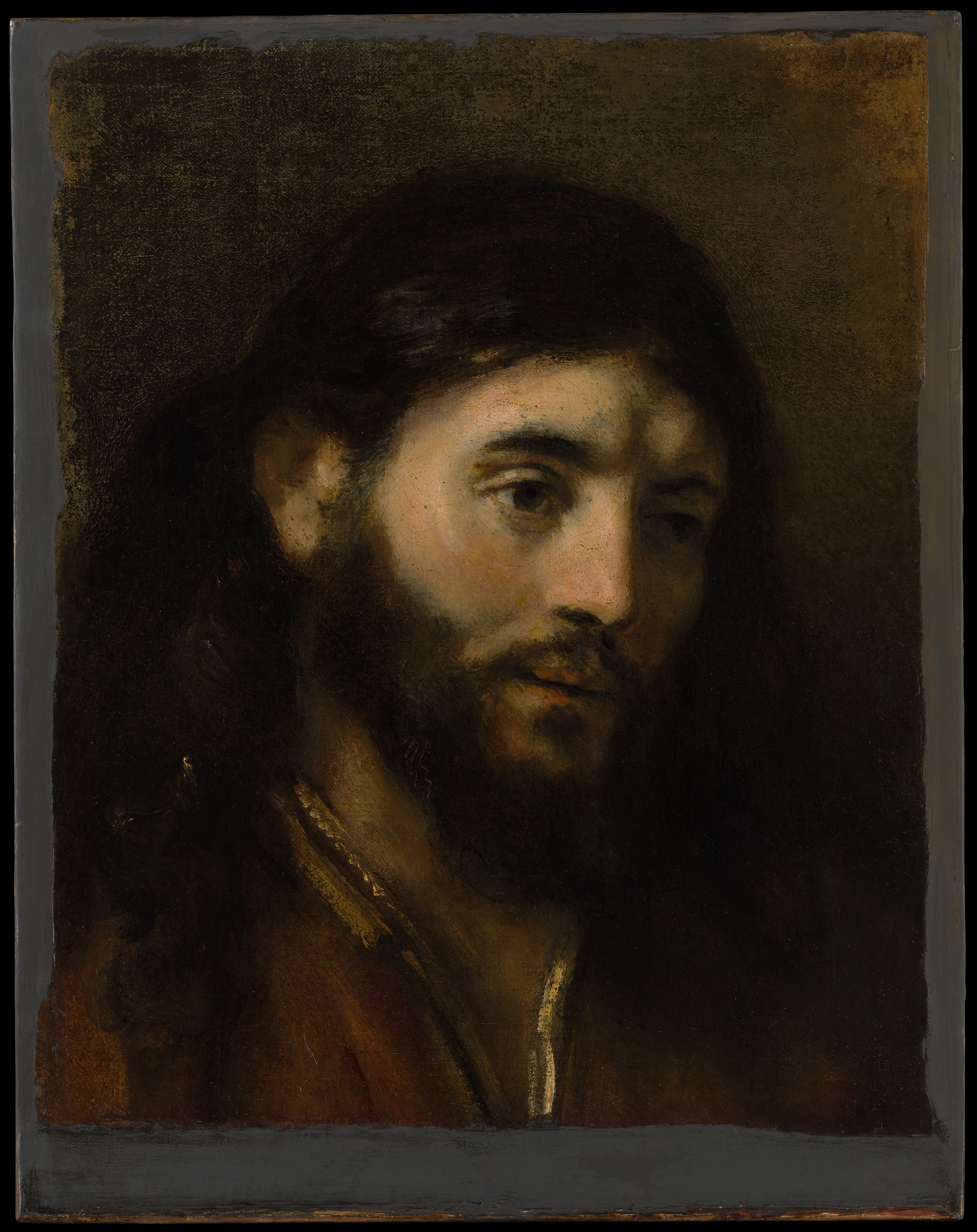
レンブラントの追随者 1650年代 メトロポリタン美術館所蔵
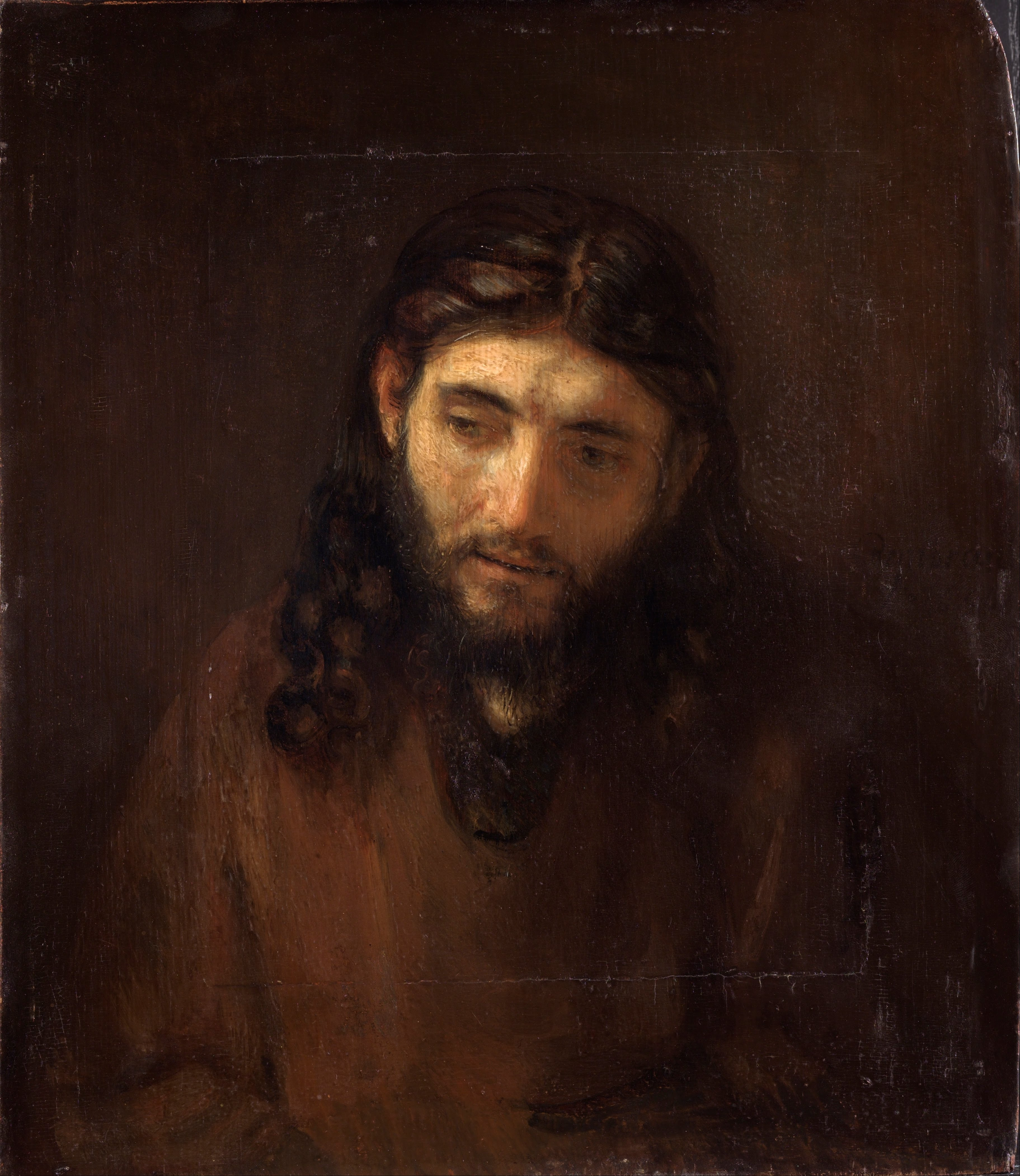
レンブラントあるいはレンブラントの工房 1648年-1656年頃 フィラデルフィア美術館所蔵
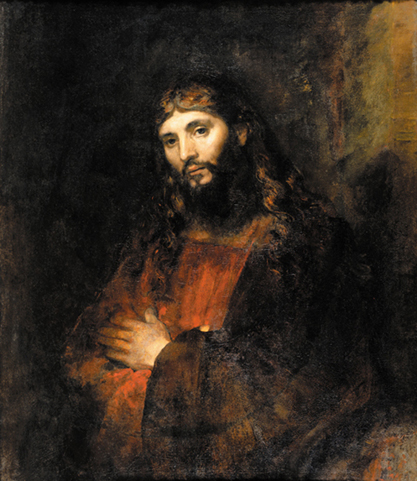
レンブラント・ファン・レイン『腕を組んだキリスト』1657年と1661年の間 ハイド・コレクション（英語版）所蔵
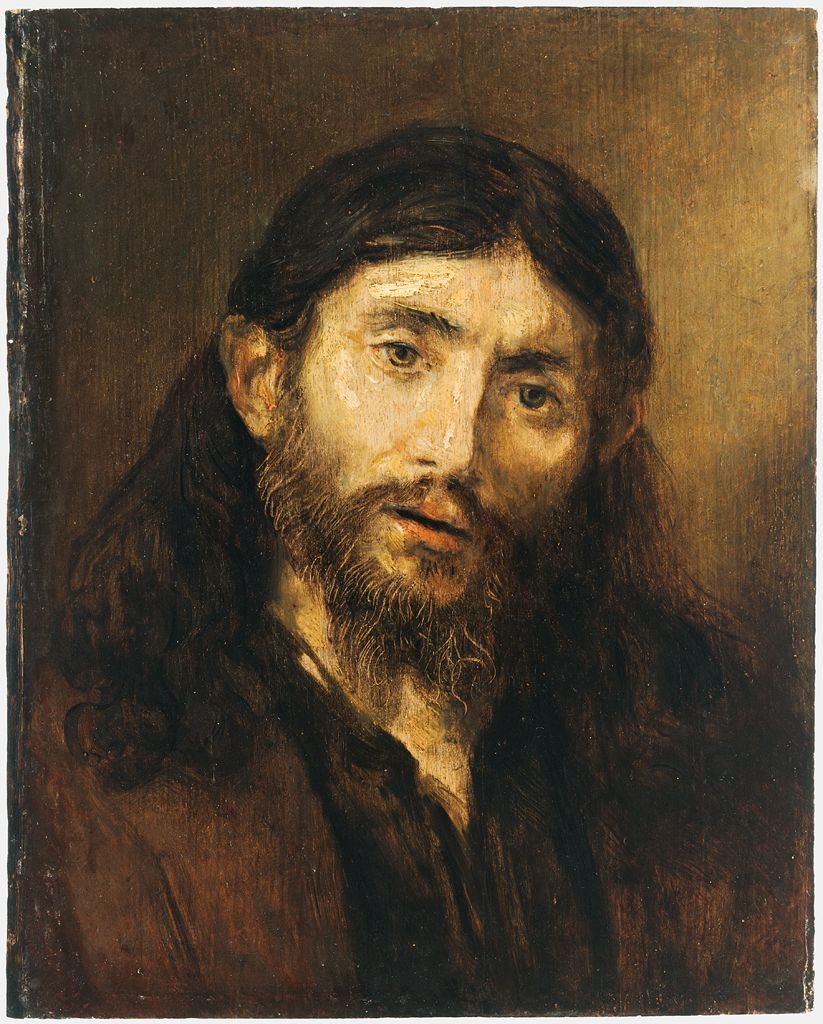
レンブラント帰属あるいはレンブラントの追随者 1656年頃 フォッグ美術館所蔵
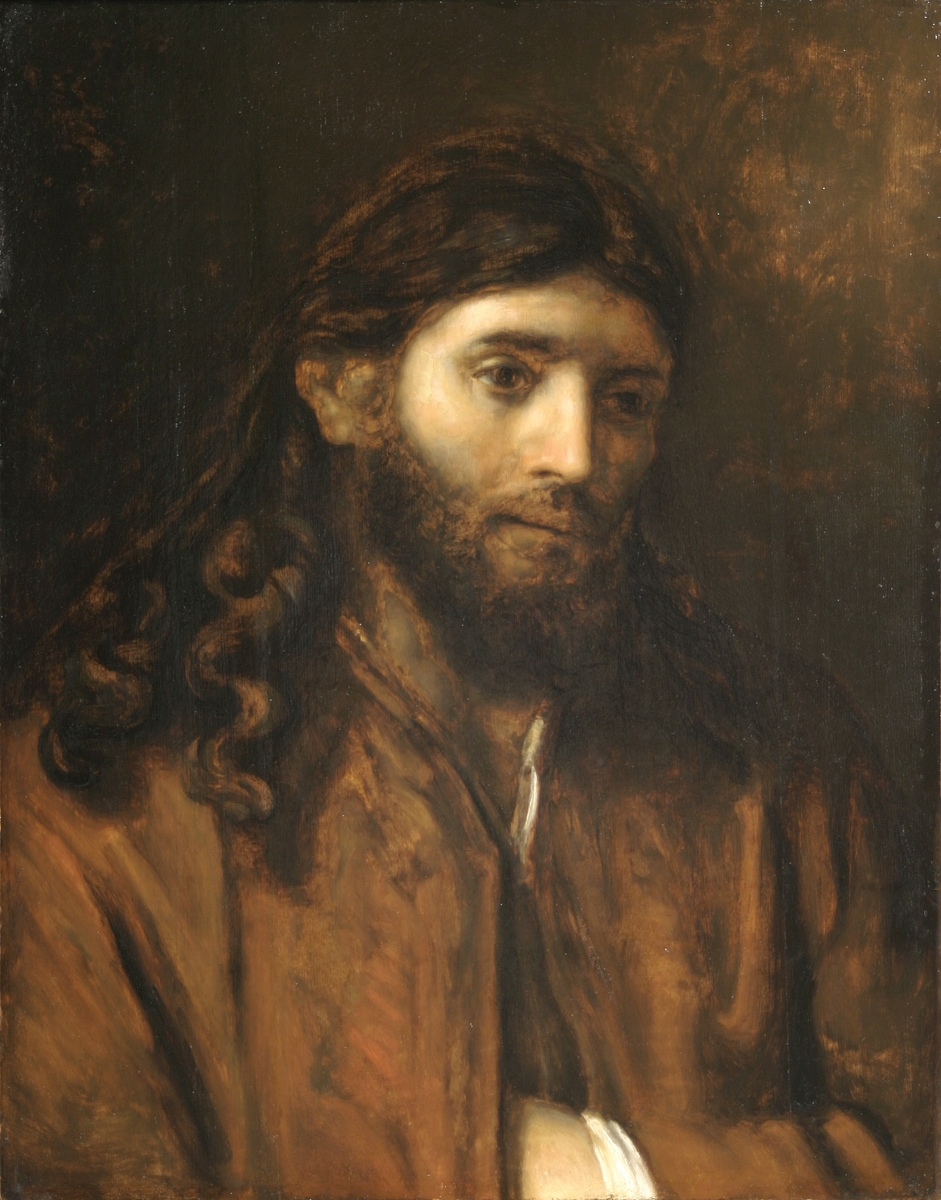
レンブラントのサークル 1648年頃と1655年頃の間 ブリガムヤング大学美術館（英語版）所蔵